# Wilhelm Hermann von Lindheim
Wilhelm Hermann von Lindheim (ur. 4 maja 1835 w Ołdrzychowicach Kłodzkich, zm. 6 stycznia 1898 w Wiedniu) – przemysłowiec i prekursor komunikacji kolejowej w Austro-Węgrzech. Przyczynił się jako inicjator do budowy wielu linii kolejowych w Europie Środkowej, a także do powstania sieci tramwajowej w Wiedniu.

## Życiorys
Urodził się w 1835 r. jako trzecie dziecko Hermanna Dietricha Lindheima i jego żony Estelli Marii Mevil. Ukończył studia na Politechnice Hanowerskiej. Po śmierci ojca w 1860 r. wraz z dwoma braćmi przejął cały majątek ojca. Na mocy porozumienia między nimi w tym samym roku sprzedali ołdrzychowicką przędzalnię lnu byłemu finansiście ojca i bankierowi, Friedrichowi Eduardowi von Löbbecke z Wrocławia, zaś resztę fortuny podzielili między siebie. Od samego początku przejawiał zainteresowanie w rozwoju kolejnictwa na terenie Austrii i Rosji. Przeniósł się do Wiednia. W 1885 r. otrzymał obywatelstwo austriackie. Następnie udało mu się uzyskać koncesję na budowę lokalnych połączeń kolejowych na terenie Austro-Węgier. Był inicjatorem budowy nowych tramwajów elektrycznych w stolicy monarchii. Ponadto działał także jako publicysta oraz sprawował funkcję rumuńskiego konsula generalnego.